# Vladimir Maximov
Vladimir Maximov (în rusă Владимир Емельянович Mаксимов) (n. 27 noiembrie 1930, Rusia - 26 martie 1995, Paris) a fost un scriitor și publicist rus.

## Biografie și opera
Tinerețea și-a petrecut-o la uzină. Grație dezghețului hrușciovist apar primele publicații literare. Totuși, după reinstaurarea terorii Brejnevisto-Andropoviste, Maximov nu mai reușește să publice nimic în URSS și este nevoit să părăsească URSS-ului.  Din anul 1974 locuiește la Paris, unde întemeiază revista anticomunistă "Continent".
Tema principală a operei lui Maximov este caracterul nociv al ideologiei revoluționare și a practicii violente -revoluționare a bolșevicilor - ateiști. De asemenea, a criticat atitudinea consumatoristă, în afara moralității creștine. Lucrarea  "Adio de la nicăieri", publicată în Germania în anul 1974, este una cu caracter autobiografic. Una dintre ultimele cărți ale lui Maximov "Autodistrugere" (1995) critică modul,  cum s-a făcut "perestroica", în speță, lipsa unui suport economic și proliferarea criminalității și agresivității sociale, care au transofrmat "perestroica" într-o epocă a "anarhiei totale" și "lipsei de responsabilitate". Romanul "A te uita în beznă" este consacrat amiralului și exploratorului polar Colceac.  Opera lui Maximov este tradusă în multe limbi de circulație internațională: germana, franceza, engleza, spaniola, greaca, finlandeza. Din nefericire, nu se găsesc traduceri în română.

## Opera în colecțiile bibliotecilor lumii
- Biblioteca Congresului SUA
- Biblioteca Națională a României
- Biblioteca Națională a Republicii Moldova[nefuncțională]